# Portugal op het Eurovisiesongfestival 1975
Portugal nam deel aan het Eurovisiesongfestival 1975 in Stockholm, Zweden. Het was de 12de deelname van het land op het Eurovisiesongfestival. De selectie verliep via het jaarlijkse Festival da Canção, waarvan de finale plaatsvond op 15 februari 1975. De RTP was verantwoordelijk voor de Portugese bijdrage voor de editie van 1975.

## Selectieprocedure
Sinds 1964 werd de kandidaat voor het Eurovisiesongfestival gekozen via de jaarlijkse Festival da Cançao.
In totaal namen er 9 kandidaten deel aan deze nationale finale.
De winnaar werd aangeduid door een 10-koppige jury.
Winnaar was uiteindelijk Duarte Mendes met 61 punten.
Finale
| Plaats | Artiest                      | Lied                       | Punten |
| ------ | ---------------------------- | -------------------------- | ------ |
| 1      | Duarte Mendes                | Madrugada                  | 61     |
| 2      | Carlos Cavalheiro            | A boca do lobo             | 59     |
| 3      | Paulo De Carvalho            | Com uma arma, com uma flor | 53     |
| 4      | Paulo De Carvalho            | Memoria                    | 47     |
| 5      | José Mario Branco            | Alerta                     | 42     |
| 6      | Paco Bandeira                | Batalha-Povo               | 41     |
| 7      | Fernando Girao & Jorge Palma | O Pecado Capital           | 33     |
| 8      | Jorge Palma                  | Viagem                     | 31     |
| 9      | Vitor Leitao                 | Cançao Acesa               | 30     |
| 10     | Fernando Gaspar              | Leilao Da Lata             | 22     |

## In Stockholm
In Stockholm moest Duarte Mendes optreden als 16de, net na Finland en net voor Spanje.
Na de puntentelling bleek dat Portugal 16de was geëindigd met een totaal van 16 punten.

### Gekregen punten

#### Finale
| 12 punten | 10 punten | 8 punten | 7 punten             | 6 punten |
| --------- | --------- | -------- | -------------------- | -------- |
| - Turkije |           |          |                      |          |
| 5 punten  | 4 punten  | 3 punten | 2 punten             | 1 punt   |
|           |           |          | - Spanje - Frankrijk |          |

### Punten gegeven door Portugal

#### Finale
Punten gegeven in de finale:
| 12 punten | Frankrijk           |
| 10 punten | Italië              |
| 8 punten  | Luxemburg           |
| 7 punten  | Nederland           |
| 6 punten  | Zweden              |
| 5 punten  | Verenigd Koninkrijk |
| 4 punten  | Ierland             |
| 3 punten  | Monaco              |
| 2 punten  | Zwitserland         |
| 1 punt    | Joegoslavië         |